# 自転車ロードレース選手一覧
自転車ロードレース選手一覧（じてんしゃロードレースせんしゅいちらん）は、自転車競技のロードレースで活躍する（した）選手の一覧である。

## 2017年主要チームメンバー一覧

### UCIプロコンチネンタルチーム

#### ジェオックス - TMC
2011年2月15日更新
 Geox - TMC
- ゼネラル・マネジャー - マウロ・ジャネッティ

| 選手名                           | 国籍         | 生年月日       | 前年所属チーム                   |
| -------------------------------- | ------------ | -------------- | -------------------------------- |
| トマス・アルベリオ               | イタリア     | 1989年3月31日  | 新人                             |
| マウリシオ・アルディラ           | コロンビア   | 1979年5月21日  | ラボバンク                       |
| ダビ・ブランコ                   | スペイン     | 1975年3月3日   | パルメイラス・リゾート＝タヴィラ |
| マティアス・ブレンドレ           | オーストリア | 1989年12月7日  |                                  |
| ジャンパオロ・ケウーラ           | イタリア     | 1979年5月23日  |                                  |
| フアン・ホセ・コーボ             | スペイン     | 1981年2月11日  | ケス・デパーニュ                 |
| ダニエーレ・コッリ               | イタリア     | 1982年4月19日  | チェラミカ・フラミニア           |
| マルコ・コルティ                 | イタリア     | 1986年4月2日   |                                  |
| ダビ・デ・ラ・フエンテ           | スペイン     | 1981年5月4日   | アスタナ                         |
| アルカイツ・ドゥラン             | スペイン     | 1986年5月18日  |                                  |
| ファビオ・フェッリーネ           | イタリア     | 1990年3月29日  |                                  |
| シャビエル・フロレンシオ         | スペイン     | 1979年12月26日 | サーヴェロ・テストチーム         |
| ノエ・ジャネッティ               | スイス       | 1989年10月6日  |                                  |
| ダビ・グティエレス・グティエレス | スペイン     | 1982年4月2日   |                                  |
| ディミトリ・コゾンチュク         | ロシア       | 1984年4月5日   | ラボバンク                       |
| マルコ・クンプ                   | スロベニア   | 1988年9月9日   | アドリア・モービル               |
| デニス・メンショフ               | ロシア       | 1978年1月25日  | ラボバンク                       |
| マッテオ・ペルッキ               | イタリア     | 1989年1月21日  | 新人                             |
| ダニエーレ・ラット               | イタリア     | 1989年10月5日  | カルミオーロ - NGC               |
| カルロス・サストレ               | スペイン     | 1975年4月22日  | サーヴェロ・テストチーム         |
| ラファエル・バリュス             | スペイン     | 1987年6月25日  |                                  |
| マルセル・ヴァイス               | スイス       | 1986年6月25日  | サーヴェロ・テストチーム         |

#### コフィディス・ル・クレディ・アン・リーニュ
2011年1月18日更新
 Cofidis, le Crédit en Ligne
- ゼネラル・マネジャー - エリック・ボワイエ

| 選手名                       | 国籍       | 生年月日       | 前年所属チーム           |
| ---------------------------- | ---------- | -------------- | ------------------------ |
| ヨアン・バゴ                 | フランス   | 1987年9月6日   | トレーニーより昇格       |
| フローラン・バルル           | フランス   | 1986年1月17日  | 新人                     |
| ミカエル・ビュファズ         | フランス   | 1979年5月21日  |                          |
| レミ・キュザン               | フランス   | 1986年2月3日   |                          |
| ジャン＝ウデ・ドマレ         | フランス   | 1984年7月25日  |                          |
| サミュエル・デュムラン       | フランス   | 1980年8月20日  |                          |
| レオナルド・ドゥケ           | コロンビア | 1980年4月10日  |                          |
| ニコラ・ウデ                 | フランス   | 1987年12月2日  | トレーニーより昇格       |
| ジュリアン・エル・ファレ     | フランス   | 1985年6月1日   |                          |
| ジュリアン・フシャール       | フランス   | 1986年6月20日  |                          |
| トニー・ギャロパン           | フランス   | 1988年5月24日  |                          |
| ケヴァイン・イスタ           | ベルギー   | 1984年11月25日 |                          |
| イェンス・ククレイユ         | ベルギー   | 1988年11月23日 |                          |
| カレ・クリント               | エストニア | 1983年11月13日 |                          |
| アルノー・ラブ               | フランス   | 1976年11月3日  |                          |
| セバスティアン・ミナール     | フランス   | 1982年6月12日  |                          |
| ダヴィ・モンクティエ         | フランス   | 1975年4月30日  |                          |
| ダミアン・モニエ             | フランス   | 1982年8月27日  |                          |
| アドリアン・プティ           | フランス   | 1990年9月26日  | トレーニーより昇格       |
| アレクセイス・サラモティンス | ラトビア   | 1982年4月8日   | チーム・HTC - コロンビア |
| ニコ・サイメンス             | ベルギー   | 1978年4月1日   |                          |
| レイン・ターラミャエ         | エストニア | 1987年4月24日  |                          |
| ニコラ・ヴォゴンディ         | フランス   | 1977年8月8日   | Bbox - ブイグ・テレコム  |
| ロマン・ジンフル             | ベルギー   | 1987年1月29日  |                          |

#### FDJ
2011年1月2日更新
 FDJ
- ゼネラル・マネジャー - マルク・マディオ

| 選手名                     | 国籍           | 生年月日       | 前年所属チーム              |
| -------------------------- | -------------- | -------------- | --------------------------- |
| オリヴィエ・ボネール       | フランス       | 1983年3月2日   |                             |
| ウィイアン・ボネ           | フランス       | 1982年6月25日  | Bbox - ブイグ・テレコム     |
| ナセル・ブアニ             | フランス       | 1990年7月25日  | トレーニーより昇格          |
| サンディ・カザール         | フランス       | 1979年2月2日   |                             |
| ストゥヴ・シェネル         | フランス       | 1983年9月6日   | Bbox - ブイグ・テレコム     |
| アルノー・クルテユ         | フランス       | 1989年3月13日  | トレーニーより昇格          |
| ミカエル・ドラージュ       | フランス       | 1985年8月6日   | オメガ・ファーマ - ロット   |
| ピエリック・フェドリゴ     | フランス       | 1978年11月30日 | Bbox - ブイグ・テレコム     |
| アルノー・ジェラール       | フランス       | 1984年10月6日  |                             |
| アントニー・ジェラン       | フランス       | 1980年6月9日   |                             |
| フレデリック・ゲドン       | フランス       | 1971年10月14日 |                             |
| ヤウヘニ・フタロヴィッチ   | ベラルーシ     | 1983年11月29日 |                             |
| アルノル・ジャヌソン       | フランス       | 1986年1月15日  | ケス・デパーニュ            |
| マテュー・ラダニュー       | フランス       | 1984年12月12日 |                             |
| ヒアンニ・メールスマン     | ベルギー       | 1985年12月5日  |                             |
| フランシス・ムレ           | フランス       | 1980年12月8日  |                             |
| ヨアン・オフルド           | フランス       | 1986年11月12日 |                             |
| レミ・ポリオル             | フランス       | 1982年4月4日   | コフィディス                |
| セドリック・ピノー         | フランス       | 1985年5月8日   | ルーベ - リユ・メトロポール |
| ティボー・ピノ             | フランス       | 1990年5月29日  |                             |
| ドミニク・ロラン           | カナダ         | 1982年10月29日 | サーヴェロ・テストチーム    |
| アントニー・ルー           | フランス       | 1987年4月18日  |                             |
| ジェレミ・ロワ             | フランス       | 1983年6月22日  |                             |
| ジョフレ・スープ           | フランス       | 1988年3月22日  | 新人                        |
| ウェスリー・ザルツバーガー | オーストラリア | 1986年10月20日 |                             |
| ブノワ・ヴォグルナール     | フランス       | 1982年1月5日   |                             |
| アルテュル・ヴィショー     | フランス       | 1988年11月26日 |                             |

#### ソル・ソジャスュン
2011年1月2日更新
 Saur - Sojasun
ゼネラル・マネジャー - ステファヌ・ウロ
| 選手名                     | 国籍     | 生年月日      | 前年所属チーム         |
| -------------------------- | -------- | ------------- | ---------------------- |
| シリル・ブシ               | フランス | 1986年5月29日 |                        |
| ジミー・カスペール         | フランス | 1978年5月28日 |                        |
| ジェローム・コペル         | フランス | 1986年8月6日  |                        |
| アルノー・コワイオ         | フランス | 1980年10月6日 | ケス・デパーニュ       |
| アントニー・ドラプラス     | フランス | 1989年9月11日 |                        |
| ジミー・アングルヴァン     | フランス | 1979年12月7日 |                        |
| ジェレミ・ガラン           | フランス | 1983年4月8日  |                        |
| ジョナタン・イヴェール     | フランス | 1985年3月23日 |                        |
| ファブリス・ジャンデボズ   | フランス | 1984年12月4日 |                        |
| セバスティアン・ジョリ     | フランス | 1979年6月25日 |                        |
| クリストフ・ラボリ         | フランス | 1985年8月5日  | トレーニーより昇格     |
| シリル・ルモワーヌ         | フランス | 1983年3月3日  |                        |
| ギヨーム・ルヴァルレ       | フランス | 1985年7月25日 |                        |
| ローラン・マンジェル       | フランス | 1981年5月22日 |                        |
| ジャン＝マルク・マリノ     | フランス | 1983年8月15日 |                        |
| ロニ・マルティアス         | フランス | 1980年8月4日  |                        |
| ロマン・マテウ             | フランス | 1988年11月8日 |                        |
| ステファヌ・プルイエ       | フランス | 1985年6月26日 |                        |
| ポール・プー               | フランス | 1984年9月7日  | トレーニーより昇格     |
| ジュリアン・シモン         | フランス | 1985年10月4日 |                        |
| ヤニック・タラバルドン     | フランス | 1981年7月6日  |                        |
| リュドヴィック・テュルパン | フランス | 1975年3月22日 | Ag2r・ラ・モンディアル |

#### スキル - シマノ
2010年12月26日更新
 Skil - Shimano
- ゼネラル・マネジャー - イワン・スペケンブリンク

| 選手名                       | 国籍           | 生年月日       | 前年所属チーム                      |
| ---------------------------- | -------------- | -------------- | ----------------------------------- |
| トマ・ボナン                 | フランス       | 1989年5月10日  | AG2R - ラ・モンディアル(トレーニー) |
| ロビン・シェニョー           | オランダ       | 1988年9月2日   |                                     |
| ロイ・キュルヴェルス         | オランダ       | 1979年12月27日 |                                     |
| トマ・ダミュゾー             | フランス       | 1989年3月18日  | トレーニーより昇格                  |
| ベルト・デ・バッケル         | ベルギー       | 1984年4月2日   |                                     |
| クン・デ・コルト             | オランダ       | 1982年9月8日   |                                     |
| ミッチェル・ドッカー         | オーストラリア | 1986年10月2日  |                                     |
| 土井雪広                     | 日本           | 1983年9月18日  |                                     |
| 韓鋒                         | 中国           | 1985年12月14日 |                                     |
| ヨハネス・フレーリンガー     | ドイツ         | 1985年6月9日   | チーム・ミルラム                    |
| アレクサンドル・ジュニエズ   | フランス       | 1988年4月16日  |                                     |
| ジーモン・ゲシュケ           | ドイツ         | 1986年3月13日  |                                     |
| ヤン・ユゲ                   | フランス       | 1984年5月2日   |                                     |
| ティエリ・ユポン             | フランス       | 1984年11月10日 |                                     |
| 計成                         | 中国           | 1987年7月15日  |                                     |
| マルセル・キッテル           | ドイツ         | 1988年5月11日  | テュリンガー・エネルギー・チーム    |
| ローガー・クルーゲ           | ドイツ         | 1986年2月5日   | チーム・ミルラム                    |
| マルティン・ライマー         | ドイツ         | 1987年6月14日  | サーヴェロ・テストチーム            |
| マテュー・スプリック         | フランス       | 1981年9月29日  | Bbox - ブイグ・テレコム             |
| アルベルト・ティマー         | オランダ       | 1985年6月13日  |                                     |
| ケニー・ファン・ヒュメル     | オランダ       | 1982年9月30日  |                                     |
| ロナン・ファン・ザンドベーク | オランダ       | 1988年9月27日  | トレーニーより昇格                  |
| トム・フェーレルス           | オランダ       | 1984年9月14日  |                                     |

#### アクア・エ・サポーネ
2011年1月2日更新
 Acqua e Sapone
- ゼネラル・マネジャー - ブルーノ・チェンギアルタ

| 選手名                             | 生年月日   | 国籍           | 前年所属チーム               |
| ---------------------------------- | ---------- | -------------- | ---------------------------- |
| カルロス・アルベルト・ベタンコート | スペイン   | 1989年10月13日 | 新人                         |
| ラファー・シュティオウイ           | チュニジア | 1986年1月26日  |                              |
| パオロ・チアヴァッタ               | イタリア   | 1984年11月6日  |                              |
| マッシモ・コドル                   | イタリア   | 1973年2月27日  |                              |
| フランチェスコ・ディ・パオロ       | イタリア   | 1982年4月18日  |                              |
| アレッサンドロ・ドナーティ         | イタリア   | 1979年5月8日   |                              |
| ステファノ・ガルツェッリ           | イタリア   | 1973年7月16日  |                              |
| ルッジェーロ・マルツォーリ         | イタリア   | 1976年4月2日   |                              |
| アンドレア・マシャレッリ           | イタリア   | 1982年9月2日   |                              |
| シモーネ・マシャレッリ             | イタリア   | 1980年1月2日   |                              |
| ウラディミル・ミホリェヴィッチ     | クロアチア | 1974年1月18日  |                              |
| ダニーロ・ナポリターノ             | イタリア   | 1981年1月31日  | チーム・カチューシャ         |
| アレッサンドロ・プローニ           | イタリア   | 1982年12月28日 |                              |
| カイエタノ・サルミエント           | コロンビア | 1987年3月28日  |                              |
| ファビオ・タボッレ                 | イタリア   | 1985年6月5日   | アンドローニ・ジョカットーリ |

#### コルナゴ - CSF・イノックス
2010年1月2日更新
 Colnago - CSF Inox
- ゼネラル・マネジャー - ブルーノ・レヴェルベーリ

| 選手名                       | 生年月日 | 国籍           | 前年所属チーム                                |
| ---------------------------- | -------- | -------------- | --------------------------------------------- |
| マヌエル・ベッレッティ       | イタリア | 1985年10月14日 |                                               |
| ジャンルカ・ブランビッラ     | イタリア | 1987年8月22日  |                                               |
| マヌエーレ・カッデーオ       | イタリア | 1986年3月2日   | ゼロカドロ・ラデンスカ                        |
| フェデリコ・カヌーティ       | イタリア | 1985年8月30日  |                                               |
| アルベルト・コントーリ       | イタリア | 1987年12月21日 |                                               |
| マルコ・フラッポルティ       | イタリア | 1985年3月30日  |                                               |
| パオロ・ロカテッリ           | イタリア | 1989年11月4日  | 新人                                          |
| オマル・ロンバルディ         | イタリア | 1989年9月16日  | 新人                                          |
| サシャ・モドロ               | イタリア | 1987年6月19日  |                                               |
| アンジェロ・パガーニ         | イタリア | 1988年8月4日   | 新人                                          |
| アンドレア・パスカロン       | イタリア | 1988年1月2日   | ランプレ - ファルネーゼ・ヴィーニ(トレーニー) |
| アンドレア・ピエケーレ       | イタリア | 1987年6月29日  | カルミオーロ - NGC                            |
| ステファノ・ピラッツィ       | イタリア | 1987年3月11日  |                                               |
| ドメニコ・ポッツォヴィーヴォ | イタリア | 1982年11月30日 |                                               |
| フィリッポ・サヴィーニ       | イタリア | 1985年5月2日   |                                               |
| シモーネ・ストルトーニ       | イタリア | 1985年7月7日   |                                               |

#### チーム・ヨーロップカー
2011年2月12日更新
 Team Europcar
- ゼネラル・マネジャー - ジャン＝ルネ・ベルノードー

| 選手名                       | 国籍     | 生年月日       | 前年所属チーム                                         |
| ---------------------------- | -------- | -------------- | ------------------------------------------------------ |
| 新城幸也                     | 日本     | 1984年9月22日  |                                                        |
| ジョヴァンニ・ベルノードー   | フランス | 1983年8月25日  |                                                        |
| フランク・ブイエ             | フランス | 1974年3月17日  |                                                        |
| アントニー・シャルトー       | フランス | 1979年6月4日   |                                                        |
| セバスティアン・シャヴァネル | フランス | 1981年3月21日  | フランセーズ・デ・ジュー                               |
| マテュー・クロード           | フランス | 1983年3月17日  |                                                        |
| ジェローム・クザン           | フランス | 1989年6月5日   | トレーニー（ヴァンデU）より昇格                        |
| ダミアン・ゴダン             | フランス | 1986年8月20日  |                                                        |
| シリル・ゴティエ             | フランス | 1987年9月26日  |                                                        |
| ヨアン・ジェヌ               | フランス | 1981年6月20日  |                                                        |
| サイ・アドゥー               | フランス | 1982年11月23日 |                                                        |
| トニ・ユレル                 | フランス | 1987年11月1日  | トレーニー（ヴァンデU）より昇格                        |
| ヴァンサン・ジェローム       | フランス | 1984年11月26日 |                                                        |
| クリストフ・ケルン           | フランス | 1981年1月18日  | コフィディス                                           |
| ギヨーム・ル・フロシュ       | フランス | 1985年2月16日  |                                                        |
| アレクサンドル・ピショー     | フランス | 1983年1月6日   |                                                        |
| ペリ・クマヌール             | フランス | 1984年4月26日  |                                                        |
| ケヴァン・レザ               | フランス | 1988年5月18日  | トレーニー（ヴァンデU）より昇格                        |
| ピエール・ロラン             | フランス | 1986年10月10日 |                                                        |
| セバスティアン・テュルゴー   | フランス | 1984年4月11日  |                                                        |
| ダヴィ・ヴェユー             | カナダ   | 1987年11月26日 | ケリー・ベネフィット・ストラテジーズ＝メディファースト |
| トマ・ヴォクレール           | フランス | 1979年6月22日  |                                                        |

#### アンドローニ・ジョカットーリ
2011年1月3日更新
 Androni Giocattoli
- ゼネラル・マネジャー - マルコ・ベッリーニ

| 選手名                       | 生年月日   | 国籍           | 前年所属チーム                                 |
| ---------------------------- | ---------- | -------------- | ---------------------------------------------- |
| ルカ・バルラ                 | イタリア   | 1976年10月18日 | サエコ・マッキーネ・ペル・カッフェ(トレーニー) |
| アレッサンドロ・ベルトリーニ | イタリア   | 1971年7月27日  |                                                |
| リッカルド・キアリーニ       | イタリア   | 1984年2月20日  | デ・ローザ - スタック・プラスティック          |
| クレスチェンツォ・ダモーレ   | イタリア   | 1979年4月2日   | OTC・ドールス - ラウレターナ                   |
| アレッサンドロ・デ・マルキ   | イタリア   | 1986年5月19日  |                                                |
| ジャイロ・エルメティ         | イタリア   | 1981年4月7日   | デ・ローザ - スタック・プラスティック          |
| ロベルト・フェッラーリ       | イタリア   | 1983年3月9日   | デ・ローザ - スタック・プラスティック          |
| フランチェスコ・ジナンニ     | イタリア   | 1985年10月6日  |                                                |
| ホナタン・モンサルベ         | ベネズエラ | 1989年6月28日  | 新人                                           |
| カルロス・オチョア           | ベネズエラ | 1980年12月14日 |                                                |
| ジャクソン・ロドリゲス       | ベネズエラ | 1985年2月25日  |                                                |
| アントニオ・サントーロ       | イタリア   | 1989年10月9日  |                                                |
| エマヌエーレ・セッラ         | イタリア   | 1981年1月9日   | カルミオーロ - NGC                             |
| ホセ・セルパ                 | コロンビア | 1979年4月17日  |                                                |
| ルカ・ソラーリ               | イタリア   | 1979年10月2日  |                                                |
| アンヘル・ビシオソ           | スペイン   | 1985年6月5日   | アンダルシア・カハスル                         |

#### トップスポート・フラーンデレン - メルカトル
2010年12月26日更新
 Topsport Vlaanderen - Mercator
- ゼネラル・マネジャー - クリストフ・セルキュ

| 選手名                           | 国籍     | 生年月日       | 前年所属チーム     |
| -------------------------------- | -------- | -------------- | ------------------ |
| サンデル・アルメ                 | ベルギー | 1985年12月10日 |                    |
| ジェローム・ボニェ               | ベルギー | 1987年4月1日   |                    |
| クリス・ブクマンス               | ベルギー | 1987年2月13日  |                    |
| ヨハン・クネン                   | ベルギー | 1979年2月4日   |                    |
| ケニー・デケテル                 | ベルギー | 1985年6月5日   |                    |
| ピーター・ヤコブス               | ベルギー | 1986年6月6日   |                    |
| スヴェン・ヨトス                 | ベルギー | 1988年10月14日 | トレーニーより昇格 |
| グレゴリー・ヨゼフ               | ベルギー | 1988年4月6日   |                    |
| ステイン・ヨセフ                 | ベルギー | 1987年9月18日  |                    |
| ティム・メルテンス               | ベルギー | 1986年2月7日   |                    |
| ステイン・ネイラインク           | ベルギー | 1985年9月14日  |                    |
| ヤルル・サロメイン               | ベルギー | 1989年1月27日  | 新人               |
| ピーター・セリー                 | ベルギー | 1988年11月12日 | トレーニーより昇格 |
| ヘールト・ストゥルス             | ベルギー | 1981年9月24日  |                    |
| プレベン・ファン・ヘック         | ベルギー | 1982年7月9日   |                    |
| ミハエル・ファンスターイエン     | ベルギー | 1988年8月13日  |                    |
| スティーヴン・ファン・フォーレン | ベルギー | 1986年10月5日  |                    |
| ピーター・ファンスペイブルック   | ベルギー | 1987年2月10日  |                    |
| イェル・ワライス                 | ベルギー | 1989年5月11日  |                    |

#### フェランダス・ウィレムス - アクセント
2010年12月26日 更新
 Veranda's Willems - Accent
- ゼネラル・マネジャー - ビル・オリヴィエ

| 選手名                         | 国籍             | 生年月日       | 前年所属チーム                             |
| ------------------------------ | ---------------- | -------------- | ------------------------------------------ |
| ステヴェン・カートホヴェン     | ベルギー         | 1981年5月9日   | ランドバウクレディット                     |
| ディーター・カペル             | ベルギー         | 1983年9月24日  |                                            |
| ウィム・デ・フォフト           | ベルギー         | 1982年4月29日  | チーム・ミルラム                           |
| シェフ・デ・ウィルデ           | ベルギー         | 1981年5月3日   |                                            |
| トマス・デハント               | ベルギー         | 1986年5月13日  |                                            |
| イェンピー・ドルッカー         | ルクセンブルク   | 1986年9月3日   | コンチネンタル・チーム・ディフェルダンジュ |
| ロブ・ホリス                   | ベルギー         | 1982年3月16日  | パルマンス - クラス                        |
| グレゴリー・アボー             | ベルギー         | 1982年10月20日 |                                            |
| スタフ・シェイリンクス         | ベルギー         | 1979年3月12日  | オメガ・ファーマ - ロット                  |
| ブラム・シュミッツ             | オランダ         | 1977年4月23日  | ファン・フリート - EBH・エルスホフ         |
| スヴェン・ファン・デン・ハウト | ベルギー         | 1984年11月5日  |                                            |
| ステファン・ファン・ダイク     | オランダ         | 1976年1月22日  |                                            |
| アルナウト・ファン・フルン     | オランダ         | 1983年12月11日 | ヴァカンソレユ・プロ・サイクリング・チーム |
| ケヴィン・ファン・メルセン     | ベルギー         | 1987年4月1日   |                                            |
| ヤメス・ファンランドスホート   | ベルギー         | 1978年8月26日  |                                            |
| ヤコブス・ヴェンター           | 南アフリカ共和国 | 1987年2月13日  | MTN・エナーガード                          |

#### チーム・タイプ・1
2011年1月3日
 Team Type 1
- ゼネラル・マネジャー - ヴァシリ・ダヴィデンコ

| 選手名                             | 生年月日       | 国籍           | 前年所属チーム                                 |
| ---------------------------------- | -------------- | -------------- | ---------------------------------------------- |
| アレッサンドロ・バッツァーナ       | イタリア       | 1984年7月16日  | フライ・V・オーストラリア                      |
| ルーベンス・ベルトリアーティ       | スイス         | 1979年5月9日   | アンドローニ・ジョカットーリ                   |
| ラスロ・ボドロギ                   | フランス       | 1976年12月11日 | チーム・カチューシャ                           |
| アレックス・ボウデン               | アメリカ合衆国 | 1989年12月29日 |                                                |
| ファビオ・カラブリア               | オーストラリア | 1987年8月27日  |                                                |
| ダニエーレ・カッレガリン           | イタリア       | 1982年9月21日  | CDC - カヴァリエーレ                           |
| ウィリアム・ダガン                 | アメリカ合衆国 | 1987年1月15日  |                                                |
| アレクサンドル・エフィムキン       | ロシア         | 1981年12月2日  | Ag2r - ラ・モンディアル                        |
| ジョー・エルドリッジ               | アメリカ合衆国 | 1982年6月16日  |                                                |
| アンドレア・グレンデーネ           | イタリア       | 1986年7月4日   | ランプレ - ファルネーゼ・ヴィーニ              |
| アルド・イノ・イレシチュ           | スロベニア     | 1984年9月1日   |                                                |
| ベルナルデュフ・オラフ・ケルクホフ | オランダ       | 1987年9月4日   | 新人                                           |
| ベンジャミン・キング               | オーストラリア | 1988年10月14日 | トレック・ライヴストロング                     |
| ヴァレリ・コブザレンコ             | ウクライナ     | 1977年2月5日   |                                                |
| ユーレ・コツヤン                   | スロベニア     | 1984年10月18日 | カルミオーロ - NGC                             |
| ハビエル・マヒアス                 | スペイン       | 1983年9月30日  |                                                |
| イバン・メレロ                     | スペイン       | 1983年4月8日   | ブルゴス・2016 - カスティーリャ・イ・レオン    |
| キール・レイネン                   | アメリカ合衆国 | 1986年6月1日   | ジェリー・ベリー・プレゼンティド・バイ・ケンダ |
| アレクセイ・シュミット             | ロシア         | 1983年4月17日  | 2010年所属チームなし                           |
| スコット・スチュワート             | アメリカ合衆国 | 1987年2月2日   |                                                |
| マルテイン・フェルスホール         | オランダ       | 1985年5月4日   |                                                |

#### CCC - ポルサト・ポルコヴィツェ
2011年1月3日
 CCC - Polsat Polkowice
- ゼネラル・マネジャー - クジィシュトフ・コルサク

| 選手名                           | 生年月日   | 国籍           | 前年所属チーム                   |
| -------------------------------- | ---------- | -------------- | -------------------------------- |
| ダリウシュ・バテク               | ポーランド | 1986年4月27日  |                                  |
| ウカシュ・ボドナル               | ポーランド | 1982年5月10日  |                                  |
| パヴェル・ハルツキ               | ポーランド | 1988年10月14日 | レギア・フェルト                 |
| アドリアン・ホンキシュ           | ポーランド | 1988年2月27日  |                                  |
| ブラゼイ・ヤニアチィク           | ポーランド | 1983年1月27日  | ムルズ - アクティヴ・ジェット    |
| スィルヴェステル・ヤニシェヴスキ | ポーランド | 1988年1月24日  |                                  |
| トマシュ・キエンドィス           | ポーランド | 1977年6月23日  |                                  |
| トマシュ・マルチィニスキ         | ポーランド | 1984年3月6日   |                                  |
| バルトウォミエイ・マトィシアク   | ポーランド | 1984年9月11日  |                                  |
| ラファウ・ラタイチィク           | ポーランド | 1983年4月5日   | 2010年所属チームなし             |
| マレク・ルトキエヴィチュ         | ポーランド | 1981年5月8日   | ムルズ - アクティヴ・ジェット    |
| アンドレ・シュルツェ             | ドイツ     | 1974年11月21日 | PSK・ホワイアープール - オーサー |
| トマシュ・スモレニ               | ポーランド | 1983年2月3日   |                                  |
| マテウシュ・タツィアク           | ポーランド | 1984年6月19日  | ムルズ - アクティヴ・ジェット    |
| マリウシュ・ヴィテツキ           | ポーランド | 1981年5月10日  | ムルズ - アクティヴ・ジェット    |
| カミル・ジエリニスキ             | ポーランド | 1988年3月3日   |                                  |

#### ブルターニュ - シュラー
2011年1月3日更新
 Bretagne - Schüller
- ゼネラル・マネジャー - ジョエル・ブルヴァン

| 選手名                     | 国籍     | 生年月日       | 前年所属チーム              |
| -------------------------- | -------- | -------------- | --------------------------- |
| ジャン＝マルク・ビドー     | フランス | 1984年4月8日   |                             |
| ギヨーム・ブロ             | フランス | 1985年3月28日  | コフィディス                |
| ステファヌ・ボンセルジャン | フランス | 1977年9月3日   |                             |
| シルヴァン・カルザティ     | フランス | 1979年7月1日   | チーム・スカイ              |
| ジャン＝リュク・ドルプシュ | フランス | 1979年10月27日 |                             |
| ルノー・ディオン           | フランス | 1978年1月6日   | ルーベ - リユ・メトロポール |
| セバスティアン・デュレ     | フランス | 1980年9月3日   |                             |
| アルミンド・フォンスカ     | フランス | 1989年5月1日   | 新人                        |
| フロリアン・ギユ           | フランス | 1982年12月29日 |                             |
| ロマン・アルディ           | フランス | 1988年8月24日  |                             |
| ガエル・マラカルヌ         | フランス | 1986年4月2日   |                             |
| ローラン・ピション         | フランス | 1986年7月19日  |                             |
| フロリアン・ヴァション     | フランス | 1985年1月2日   |                             |

#### ファルネーゼ・ヴィーニ - セッレイタリア
2012年5月13日更新
 Farnese Vini - Neri Sottoli
- ゼネラル・マネジャー - アンジェロ・チトラッカ

| 選手名                               | 生年月日 | 国籍           | 前年所属チーム         |
| ------------------------------------ | -------- | -------------- | ---------------------- |
| ラファエルデマットス・アンドリアート | イタリア | 1981年7月31日  |                        |
| ディエゴ・カッチア                   | イタリア | 1981年7月31日  |                        |
| ピエルパオロ・デ・ネグリ             | イタリア | 1986年6月5日   |                        |
| ロベルト・デ・パトレ                 | イタリア | 1988年9月13日  | アクア・エ・サポーネ   |
| フランチェスコ・ファイッリ           | イタリア | 1983年12月16日 | アクア・エ・サポーネ   |
| エリア・ファヴィッリ                 | イタリア | 1989年1月31日  | トレーニーより昇格     |
| オスカル・ガット                     | イタリア | 1985年1月1日   |                        |
| レオナルド・ジョールダーニ           | イタリア | 1977年5月27日  | チェラミカ・フラミニア |
| アンドレア・グアルディーニ           | イタリア | 1989年6月12日  | トレーニーより昇格     |
| ダヴィデ・リッチ・ビッティ           | イタリア | 1984年2月12日  |                        |

#### ランドバウクレディット
2010年12月26日更新
 Landbouwkrediet
- ゼネラルマネジャー - ジェラール・ビュラン

| 選手名                       | 国籍       | 生年月日       | 前年所属チーム             |
| ---------------------------- | ---------- | -------------- | -------------------------- |
| フレデリック・アモリゾン     | ベルギー   | 1978年2月16日  |                            |
| クン・バルベ                 | ベルギー   | 1981年10月20日 |                            |
| ディルク・ベレマケルス       | オランダ   | 1984年1月19日  |                            |
| ジョナタン・ブレイヌ         | ベルギー   | 1991年1月4日   | カン・サイクリング・チーム |
| エドヴィヒ・カマールツ       | ベルギー   | 1987年7月17日  | ロット - ボダイソル        |
| ベルト・デワール             | ベルギー   | 1975年7月21日  |                            |
| ハンス・デケルス             | オランダ   | 1981年8月7日   |                            |
| セバスティアン・デルフォス   | ベルギー   | 1982年11月29日 |                            |
| バルト・ドックス             | ベルギー   | 1981年9月2日   |                            |
| ベンジャマン・グルグ         | ベルギー   | 1986年3月9日   |                            |
| エギディユス・ユオドワルキス | リトアニア | 1988年4月8日   | パルマンス - クラス        |
| アイディス・クルオピス       | リトアニア | 1986年10月26日 | パルマンス - クラス        |
| スヴェン・ネイス             | ベルギー   | 1976年6月17日  |                            |
| バプティスト・プランカールト | ベルギー   | 1988年9月28日  |                            |
| ベルト・シェイリンクス       | ベルギー   | 1974年11月1日  |                            |
| ヘールト・フェルヘイエン     | ベルギー   | 1973年3月10日  |                            |

#### ユナイテッドヘルスケア・プロ・サイクリング
2011年1月3日更新
 Unitedhealthcare Pro Cycling
- ゼネラル・マネジャー - マイケル・タマヨ

| 選手名                       | 生年月日       | 国籍           | 前年所属チーム                       |
| ---------------------------- | -------------- | -------------- | ------------------------------------ |
| ジョナサン・クラーク         | オーストラリア | 1984年12月18日 |                                      |
| ヒルトン・クラーク           | オーストラリア | 1979年11月7日  |                                      |
| ローベルト・フェルスター     | ドイツ         | 1978年1月27日  | チーム・ミルラム                     |
| ダヴィデ・フラッティーニ     | イタリア       | 1978年8月6日   | チーム・タイプ・1                    |
| アドリアン・ヘージュヴァリー | アメリカ合衆国 | 1984年1月15日  |                                      |
| マックス・ジェンキンス       | アメリカ合衆国 | 1986年12月5日  |                                      |
| クリストファー・ジョーンズ   | アメリカ合衆国 | 1979年8月6日   | チーム・タイプ・1                    |
| ジェイク・キーオ             | アメリカ合衆国 | 1987年6月18日  |                                      |
| クリスティアン・メイヤー     | カナダ         | 1985年2月12日  | ガーミン・トランジションズ           |
| カール・メンジーズ           | オーストラリア | 1977年6月17日  |                                      |
| アンドリュー・ピンフォールド | カナダ         | 1978年8月14日  |                                      |
| モーガン・シュミット         | アメリカ合衆国 | 1985年1月3日   |                                      |
| ロリー・サザーランド         | オーストラリア | 1982年2月8日   |                                      |
| ボイ・ファン・ポッペル       | オランダ       | 1988年1月18日  | ラボバンク・コンチネンタル           |
| チャールズ・ウェジェリアス   | イギリス       | 1978年4月26日  | オメガ・ファーマ - ロット            |
| ブラッドリー・ホワイト       | アメリカ合衆国 | 1982年1月15日  |                                      |
| スコット・ズワイザンスキー   | アメリカ合衆国 | 1977年5月29日  | ケリー・ベネフィット・ストラテジーズ |

#### チーム・ネタップ
2011年1月4日更新
 Team Netapp
- ゼネラル・マネジャー - ラルフ・デンク

| 選手名                         | 国籍           | 生年月日       | 前年所属チーム                                  |
| ------------------------------ | -------------- | -------------- | ----------------------------------------------- |
| ミヒャエル・ベアー             | スイス         | 1988年3月12日  | アトラス・パーソナル - BMC                      |
| ヤン・バールタ                 | チェコ         | 1984年12月7日  |                                                 |
| エリック・バウマン             | ドイツ         | 1980年3月21日  |                                                 |
| チェザーレ・ベネデッティ       | イタリア       | 1987年8月3日   |                                                 |
| ディミトリ・クラーイス         | ベルギー       | 1987年6月18日  |                                                 |
| スティーヴン・コザ             | アメリカ合衆国 | 1985年3月3日   | ガーミン・トランジションズ                      |
| ヘスス・デル・ネロ             | スペイン       | 1982年3月16日  | セントロ・シクリスモ・デ・ロウレ - ロウレターノ |
| アンドレアス・ディーツィカー   | スイス         | 1982年10月15日 |                                                 |
| アレクサンダー・ゴットフリート | ドイツ         | 1985年7月5日   |                                                 |
| ダーヴィット・ヘセルバルト     | ドイツ         | 1988年6月4日   | ハイツォーマット                                |
| バルトシュ・フザルスキ         | ポーランド     | 1980年10月27日 | ISD - ネーリ                                    |
| レオポルド・ケーニヒ           | チェコ         | 1987年11月15日 | PSK・ホワイアープール - オーサー                |
| ローベルト・レチュケ           | ドイツ         | 1980年12月17日 | コンチネンタル・チーム・ディフェルダンジュ      |
| アンドレアス・シリンガー       | ドイツ         | 1983年7月13日  |                                                 |
| ダーニエル・ショルン           | オーストリア   | 1988年10月21日 |                                                 |
| ミヒャエル・シュヴァルツマン   | ドイツ         | 1991年1月7日   |                                                 |
| ティーモン・ゼウベルト         | ドイツ         | 1987年4月23日  |                                                 |

#### チーム・スパイダーテック・パワード・バイ・C10
2010年12月26日更新
 Team Spidertech powered by C10
| 選手名                       | 国籍           | 生年月日       | 前年所属チーム                                 |
| ---------------------------- | -------------- | -------------- | ---------------------------------------------- |
| ライアン・アンダーソン       | カナダ         | 1987年7月22日  | ケリー・ベネフィット・ストラテジーズ           |
| バッティ・マーク             | カナダ         | 1986年12月7日  |                                                |
| ザカリー・ベル               | カナダ         | 1982年11月14日 | ケリー・ベネフィット・ストラテジーズ           |
| デヴィッド・ボイリー         | カナダ         | 1990年4月28日  |                                                |
| ギヨーム・ボワヴァン         | カナダ         | 1989年5月25日  |                                                |
| ルーカス・オイザー           | アメリカ合衆国 | 1983年12月5日  |                                                |
| マーティン・ギルバート       | カナダ         | 1982年10月30日 |                                                |
| ユーゴ・ウル                 | カナダ         | 1990年9月27日  | 新人                                           |
| ケヴィン・ラコンブ           | カナダ         | 1985年7月12日  |                                                |
| ブリュノ・ラングロワ         | カナダ         | 1979年3月1日   |                                                |
| フラビオ・アレハンドロ・ルナ | メキシコ       | 1990年1月26日  |                                                |
| ジョナサン・パトリック       | アメリカ合衆国 | 1982年1月24日  | アウチ・プレゼンティド・バイ・マクシス         |
| フランソワ・パリジアン       | カナダ         | 1982年4月27日  |                                                |
| アンドリュー・ランデル       | カナダ         | 1974年7月4日   |                                                |
| ライアン・ロス               | カナダ         | 1983年1月10日  |                                                |
| ウィル・ラウトリー           | カナダ         | 1983年5月23日  | ジェリー・ベリー・プレゼンティド・バイ・ケンダ |
| スヴェイン・タフト           | カナダ         | 1977年5月9日   | ガーミン・トランジションズ                     |

#### カハ・ルラル
2011年1月7日更新
 Caja Rural
- ゼネラル・マネジャー - フアン・マヌエル・エルナンデス

| 選手名                     | 国籍       | 生年月日      | 前年所属チーム            |
| -------------------------- | ---------- | ------------- | ------------------------- |
| ガルコイトス・ブラボ       | スペイン   | 1989年7月31日 |                           |
| オレグ・チュズダ           | ウクライナ | 1985年5月8日  |                           |
| ダビ・デ・ラ・クルス       | スペイン   | 1989年5月6日  |                           |
| ビクトル・デ・ラ・パルテ   | スペイン   | 1986年6月22日 | 新人                      |
| イヒニオ・フェルナンデス   | スペイン   | 1988年10月6日 |                           |
| ファブリシオ・フェラーリ   | ウルグアイ | 1985年6月3日  |                           |
| エゴイトス・ガルシア       | スペイン   | 1986年3月31日 |                           |
| ホセ・エラダ               | スペイン   | 1985年10月1日 |                           |
| ギリェルモ・ラナ           | スペイン   | 1984年8月1日  |                           |
| ルーベン・マルティネス     | スペイン   | 1985年2月19日 |                           |
| アルトゥロ・モラ           | スペイン   | 1987年3月24日 |                           |
| ハビエル・モレノ           | スペイン   | 1984年7月18日 | アンダルシア - カハスル   |
| ルーベン・レイグ           | スペイン   | 1986年9月29日 |                           |
| イゴル・ロメロ             | スペイン   | 1986年7月11日 | オルベア - オレカ・SDA    |
| アレクサンドル・リャブキン | ロシア     | 1989年5月1日  | ロコモティフ              |
| フリアン・サンチェス       | スペイン   | 1980年2月26日 | コンテントポリス - アンポ |
| ホアキン・ソブリーノ       | スペイン   | 1982年6月22日 |                           |

#### コロムビア・エス・パシオン - カフェ・デ・コロムビア
2010年12月26日
 Colombia es Pasión - Café de Colombia
| 選手名                             | 国籍       | 生年月日       | 前年所属チーム |
| ---------------------------------- | ---------- | -------------- | -------------- |
| ジョン・ダーウィン・アタプマ       | コロンビア | 1988年1月15日  |                |
| アレックス・アルベルト・カニョ     | コロンビア | 1983年3月13日  |                |
| ロビンソン・エドゥアルド・チャラプ | コロンビア | 1983年3月8日   |                |
| ホアン・エステバン・チャベス       | コロンビア | 1990年1月17日  | 新人           |
| フアン・パブロ・フォレロ           | コロンビア | 1983年8月3日   |                |
| ルイス・フェリペ・ラベルデ         | コロンビア | 1979年7月6日   |                |
| カルロス・アンドレス・マルティネス | コロンビア | 1988年7月7日   |                |
| ホン・エディベルト・マルティネス   | コロンビア | 1983年5月13日  |                |
| ダリビエル・オスピナ               | コロンビア | 1985年10月9日  |                |
| エクトル・レオナルド・パエス       | コロンビア | 1982年7月10日  | 所属なし       |
| ヤルリンソン・パンタノ             | コロンビア | 1988年11月19日 |                |
| ビクトル・ウゴ・ペニャ             | コロンビア | 1974年7月10日  |                |
| ハイル・ペレス                     | コロンビア | 1986年11月8日  | 新人           |
| ナイロ・アレクサンデル・キンタナ   | コロンビア | 1990年2月4日   |                |
| セバスティアン・サラサール         | コロンビア | 1990年1月23日  |                |
| カミロ・アンドレス・スアレス       | コロンビア | 1988年9月18日  |                |
| フアン・パブロ・ビリェガス         | コロンビア | 1987年10月15日 | 新人           |

#### デ・ローザ - チェラミカ・フラミナ
2011年1月7日更新
 De Rosa - Ceramica Flaminia
- ゼネラル・マネジャー - ファビオ・ボルドナーリ

| 選手名                         | 国籍     | 生年月日       | 前年所属チーム                                |
| ------------------------------ | -------- | -------------- | --------------------------------------------- |
| フィリッポ・バッジョ           | イタリア | 1988年6月5日   | チェラミカ - フラミニア                       |
| パオロ・バイレッティ           | イタリア | 1980年7月15日  | チェラミカ - フラミニア                       |
| クリスティアーノ・ベネナーティ | イタリア | 1982年7月15日  |                                               |
| オレグ・ベルドス               | モルドバ | 1987年6月9日   |                                               |
| ジョルジョ・ブランビッラ       | イタリア | 1988年9月19日  |                                               |
| ジュゼッペ・デ・マリア         | イタリア | 1984年8月30日  | 2010年所属チームなし                          |
| マッテオ・フェーディ           | イタリア | 1988年11月11日 | コルナゴ - CFS・イノックス                    |
| エドアルド・ジラルディ         | イタリア | 1985年10月22日 | チェラミカ - フラミニア                       |
| セルジョ・レガナ               | イタリア | 1982年11月4日  |                                               |
| ジャンルカ・マッジョーレ       | イタリア | 1985年2月21日  | 新人                                          |
| ダミアーノ・マルグッティ       | イタリア | 1986年3月7日   | アンドローニ - ジョカットーリ                 |
| ミケーレ・メルロ               | イタリア | 1984年8月7日   | フートン - セルベット                         |
| ファビオ・ピスコピエッロ       | イタリア | 1985年2月16日  | 新人                                          |
| フェデリコ・ロッケッティ       | イタリア | 1986年1月14日  | ランプレ - ファルネーゼ・ヴィーニ(トレーニー) |
| フランシスコ・ハビエル・ビラ   | スペイン | 1975年10月11日 | 2010年所属チームなし                          |

#### アンダルシア - カハ・グラナダ
2011年1月7日更新
 Andalucia - Caja Granada
- ゼネラル・マネジャー - アントニオ・カベリョ

| 選手名                       | 国籍     | 生年月日       | 前年所属チーム            |
| ---------------------------- | -------- | -------------- | ------------------------- |
| ホセ・アルベルト・ベニテス   | スペイン | 1981年11月14日 | フートン・セルベット      |
| ビセンテ・ダビ・ベルナベウ   | スペイン | 1975年1月9日   | バルボット - シペル       |
| アントニオ・カベリョ         | スペイン | 1990年1月5日   |                           |
| ホセ・ルイス・カノ           | スペイン | 1988年4月28日  | トレーニーより昇格        |
| セルヒオ・カラスコ           | スペイン | 1988年2月17日  |                           |
| フアン・ハビエル・エストラダ | スペイン | 1981年8月8日   |                           |
| パブロ・レチュガ             | スペイン | 1990年8月16日  |                           |
| フアン・ホセ・ロバト         | スペイン | 1988年12月29日 | トレーニーより昇格        |
| マヌエル・オルテガ           | スペイン | 1981年7月7日   |                           |
| アドリアン・パロマレス       | スペイン | 1976年2月18日  | コンテントポリス - アンポ |
| アントニオ・ピエドラ         | スペイン | 1985年10月10日 |                           |
| ハビエル・ラミーレス         | スペイン | 1978年3月14日  |                           |
| ホセ・ルイス・ロルダン       | スペイン | 1985年11月13日 |                           |
| ヘスス・ロセンド             | スペイン | 1982年3月16日  |                           |
| エロイ・ルイス               | スペイン | 1989年1月7日   | 新人                      |
| ホセ・ビセンテ・トリビオ     | スペイン | 1985年12月22日 | アンダルシア - カハスル   |

## あ
- ランス・アームストロング
- イゴール・アスタルロア
- 阿部良之
- 新城幸也
- ジャック・アンクティル
- 飯島誠
- 市川雅敏
- ベルナール・イノー
- ミゲル・インドゥライン
- 今中大介
- ロマンス・ヴァインシュタインス
- アレクサンドル・ヴィノクロフ
- ヤン・ウルリッヒ
- 恵阿珠朝
- ルシアン・エマール
- ロベルト・エラス
- 大石一夫
- ルイス・オカーニャ
- 沖美穂

## か
- ファビオ・カサルテッリ
- ジミー・カスペール
- アンヘル・ルイス・カセーロ
- 唐見実世子
- モリス・ガラン
- ステファーノ・ガルゼッリ
- イサーク・ガルベス
- 川室競
- ファビアン・カンチェラーラ
- ルイジ・ガンナ
- ダミアーノ・クネゴ
- フェルデイ・クブラー
- 栗村修
- シャルリー・ゴール
- ファウスト・コッピ
- ユーゴ・コブレ
- アンリ・コルネ
- アイトール・ゴンサレス

## さ
- パオロ・サヴォルデッリ
- カルロス・サストレ
- ジルベルト・シモーニ
- フェリーチェ・ジモンディ
- ローラン・ジャラベール
- 鈴木真理
- ヨープ・ズートメルク
- 関ナツエ

## た
- ルディー・ダーネンス
- 大門宏
- 田代恭崇
- アンドレア・タフィ
- マリオ・チポリーニ
- エリック・ツァベル
- ダニーロ・ディルーカ
- ベルナール・テブネ
- ペドロ・デルガド
- ルイ・トゥルスリエ
- アレックス・ツェーレ

## な
- 西谷泰治
- ガストネ・ネンチーニ
- 野寺秀徳
- 野沢貴春

## は
- 坂東晃
- フェデリコ・バーモンテス
- 萩原麻由子
- イヴァン・バッソ
- ミケーレ・バルトリ
- ルシアン・バンインプ
- ロジェ・パンジョン
- マルコ・パンターニ
- リック・ファン・ローイ
- ジョージ・ヒンカピー
- ローラン・フィニョン
- 福島康司
- 福島晋一
- ルシアン・プチプルドン
- クリス・フルーム
- オスカル・フレイレ
- アレサンドロ・ペタッキ
- パオロ・ベッティーニ
- 別府匠
- 別府史之
- オスカル・ペレイロ
- トム・ボーネン
- ルネ・ポチエ
- オッタビオ・ボテッキア
- ルイゾン・ボベ
- ジャンニ・ブーニョ
- ジャンフランソワーズ・ベルナール
- エリック・ブロイキンク
- ステイーブ・バウアー

## ま
- ロビー・マキュアン
- 真鍋和幸
- イバン・マヨ
- ヨハン・ムセウ
- フランチェスコ・モゼール
- エディ・メルクス
- デニス・メンショフ
- 三船雅彦

## や
- 山本雅道
- ヤン・ヤンセン

## ら
- ミカエル・ラスムッセン
- フロイド・ランディス
- ビャルヌ・リース
- グレッグ・レモン
- ステファン・ロシュ
- トニー・ロミンゲル

## わ
- ロジェ・ワルコビャック
- ワン・カンポ